# Elda
Elda község Spanyolországban, Alicante tartományban. Lakosainak száma 53 818 fő (2024). Elda Sax, Salinas, Petrer, Novelda és Monóvar községekkel határos.

## Testvértelepülések
- Novo Hamburgo
- San Luis
- Arnedo

## Népesség
A település lakosságának változását az alábbi diagram mutatja:
| Lakosok száma | 51 816 | 55 576 | 55 138 | 55 168 | 54 610 | 53 540 | 52 745 | 52 618 | 52 551 | 53 818 |
|               | 2001   | 2004   | 2006   | 2009   | 2011   | 2014   | 2016   | 2019   | 2021   | 2024   |